# Armée rifaine
 (juin 2021).
La mise en forme du texte ne suit pas les recommandations de Wikipédia : il faut le « wikifier ».
Les points d'amélioration suivants sont les cas les plus fréquents. Le détail des points à revoir est peut-être précisé sur la page de discussion.
- Les titres sont pré-formatés par le logiciel. Ils ne sont ni en capitales, ni en gras.
- Le texte ne doit pas être écrit en capitales (les noms de famille non plus), ni en gras, ni en italique, ni en « petit »…
- Le gras n'est utilisé que pour surligner le titre de l'article dans l'introduction, une seule fois.
- L'italique est rarement utilisé : mots en langue étrangère, titres d'œuvres, noms de bateaux, etc.
- Les citations ne sont pas en italique mais en corps de texte normal. Elles sont entourées par des guillemets français : « et ».
- Les listes à puces sont à éviter, des paragraphes rédigés étant largement préférés. Les tableaux sont à réserver à la présentation de données structurées (résultats, etc.).
- Les appels de note de bas de page (petits chiffres en exposant, introduits par l'outil «  Source ») sont à placer entre la fin de phrase et le point final[comme ça].
- Les liens internes (vers d'autres articles de Wikipédia) sont à choisir avec parcimonie. Créez des liens vers des articles approfondissant le sujet. Les termes génériques sans rapport avec le sujet sont à éviter, ainsi que les répétitions de liens vers un même terme.
- Les liens externes sont à placer uniquement dans une section « Liens externes », à la fin de l'article. Ces liens sont à choisir avec parcimonie suivant les règles définies. Si un lien sert de source à l'article, son insertion dans le texte est à faire par les notes de bas de page.
- La présentation des références doit suivre les conventions bibliographiques. Il est recommandé d'utiliser les modèles {{Ouvrage}}, {{Chapitre}}, {{Article}}, {{Lien web}} et/ou {{Bibliographie}}. Le mode d'édition visuel peut mettre en forme automatiquement les références.
- Insérer une infobox (cadre d'informations à droite) n'est pas obligatoire pour parachever la mise en page.

Pour une aide détaillée, merci de consulter Aide:Wikification.
Si vous pensez que ces points ont été résolus, vous pouvez retirer ce bandeau et améliorer la mise en forme d'un autre article.
L'Armée rifaine (Jaych Ar-Rifi en arabe) est un corps de l'armée marocaine, crée en 1678 sous le règne du sultan alaouite Moulay Ismaïl. Ce corps d'armée, constitué de combattants issus des tribus berbères du Rif, joua un grand rôle dans la reconquête des villes du littoral marocain, occupées par les puissances européennes. Parmi les villes reconquises par l'armée rifaine au XVIIe siècle figurent Mehdia, Assilah, Larache et Tanger.

## Contexte
Au cours du XVIIe siècle, de nombreuses villes du littoral marocain étaient occupées par des puissances européennes. La ville de Tanger était sous contrôle portugais depuis 1476 lorsqu'elle passa sous contrôle anglais en 1662. Les villes d'Assilah, Ceuta, Larache et Mehdia étaient aux mains des Espagnols depuis plusieurs décennies lorsque la dynastie alaouite arriva au pouvoir au Maroc. Tout au long du XVIIe siècle, de nombreux chefs de guerre marocains avaient lutté contre la présence européenne sur le littoral, tels que Sidi M'hamed Al-Ayachi ou Khadir Gaïlan.
L'avènement de la dynastie Alaouite allait donner une nouvelle impulsion aux efforts de lutte contre la présence européenne. C'est ainsi que le second sultan alaouite, Moulay Ismaïl décida d'organiser l'armée afin de faire face aux puissances européennes. Pour cela il créa plusieurs corps d'armée. Parmi ceux-ci, les plus connus étaient:
- Les Zemmours, une tribu berbère du Moyen Atlas composée de cavaliers émérites.
- Les Guich, des tribus Arabes exemptées d'impots en échange de leur service militaire.
- Les Abid al-Bukhari, une armée composée de soldats-esclaves subsahariens au service du Sultan.
- L'armée rifaine.

## Fondation
L'Armée rifaine vit le jour en 1678. Le Sultan Moulay Ismaïl avait eu l'idée de créer une armée composée de combattants issus des tribus berbères rifaines, réputées guerrières, pour reconquérir les villes occupées du Nord-Ouest du Maroc. Pour cela il chargea son ami, le caïd rifain Amar n-Haddou Abittouy (Amar fils de Haddou Abittouy en tamazight), de la tribu des Temsamane, de recruter des combattants. Les soldats de l'Armée Rifaine étaient recrutés parmi les tribus rifaines suivantes,,:
- Temsamane
- Aït Saïd
- Aït Touzine
- Aït Ouriaghel
- Iboqayen
- Igzenayen
- Ait Ammart
- Iqer'ayen

L'armée était dirigée par le caïd Amar n-Haddou et les membres de sa famille. Après avoir été équipée et entrainée, elle quitta le Rif et se dirigea vers le Nord-Ouest du Maroc afin de reprendre les villes occupées

## Reconquête des villes occupées

### Prise de Mehdia
La première place libérée par l'Armée Rifaine fut le port de Mehdia, le 30 avril 1681,. Après un dur combat, au cours duquel le caid Amar n-Haddou perdit la vie, la garnison espagnole de Mehdia fut anéanti et un énorme butin constitué de prisonniers et de matériel de guerre fut capturé. Mehdia était aux mains des Espagnols depuis 1614. Selon l'historien marocain An-Naciri, dans son Kitâb al-Istiqsa li-Akhbar Al-Maghrib duwal al-Aqsa, 309 soldats espagnols furent capturés à la suite de la prise de Mehdia par l'Armée Rifaine.
Le Sultan Moulay Ismaïl fit repeuplée Mehdia par des combattants rifains accompagnés de leurs familles. Le Sultan allait suivre la même procédure pour les autres villes libérées du Nord-Ouest du Maroc en les faisait repeupler par les combattants rifains.
Le commandant de l'Armée rifaine, le caïd Amar n-Haddou, ayant été tué lors de la prise de Mehdia, il fut remplacé par son cousin Ali n-Abdallah al Hamami Ar-Rifi (Ali fils d'Abdallah al Hamami le Rifain en tamazight) à la tête de l'armée,.

### Prise de Tanger
En février 1684, la ville de Tanger occupée par les forces anglaises depuis 1662, fut prise par l'Armée Rifaine après un blocus de 6 ans et de nombreux combats. La garnison anglaise évacua la ville qui fut investie par les combattants rifains. Le Sultan fit repeupler la ville, ainsi que la région environnante du Fahs, par les guerriers rifains et Ali n-Abdallah devint le premier Pacha rifain de Tanger. Les terres fertiles du Fahs, qui entourent la ville de Tanger, furent données aux guerriers rifains en récompense de leur bravoure, par le Sultan. En échange de ces terres, les combattants rifains devaient aussi accomplir un service militaire régulier pour le Sultan.

### Prises de Larache et Assilah
En 1690, l'Armée rifaine, sous la conduite d'Ali n-Abdallah et de son cousin Ali n-Haddou, reprit la ville de Larache aux Espagnols après un siège d'environ cinq mois. Les soldats rifains creusèrent des mines autour de la ville, qu'ils remplirent de poudre pour faire sauter les remparts. Après avoir détruit les remparts, ils se ruèrent sur la garnison espagnol de la ville. Après de sanglants combats, les soldats espagnols demandèrent l'aman, la vie sauve, au Pacha rifain, qui accepta sur ordre de Moulay Ismaïl. Sur les 3200 soldats espagnols qui défendaient la ville, environ 2000 furent faits prisonniers et le reste perdit la vie au cours du siège. Larache fut repeuplée par les soldats rifains.
En 1691, ce fut au tour d'Assilah d'être prise par l'Armée Rifaine après un siège d'un an. La garnison espagnole évacua la ville par mer lorsque ses provision furent épuisées. Les Rifains investirent la ville qu'ils repeuplèrent.

### Siège de Ceuta
La ville de Ceuta fut assiégée par l'Armée Rifaine à partir de 1694, sous ordre de Moulay Ismaïl,. Pour soutenir l'Armée Rifaine, Moulay Ismaïl envoya de nombreux contingents issus des tribus Jbalas, ainsi que des troupes Abid al-Bukhari. Environ 25 000 troupes marocaines assiégeaient la ville.
Le siège dura jusqu'en 1727, année de la mort du Sultan, puis fut levé devant l'incapacité des troupes marocaines à prendre la ville, la laissant aux mains des Espagnols.
La place forte espagnole de Badis (le Peñón de Vélez de la Gomera) fut aussi assiégé sans succès par l'Armée Rifaine durant cette période.
L'historien marocain An-Naciri raconte que durant son règne, le Sultan Moulay Ismaïl entreprit un vaste mouvement de désarmement des tribus marocaines ne laissant d'armes qu'aux tribus qui combattaient dans son armée si bien qu'à sa mort, seuls en possédaient les Zemmours, les Guich et les Rifains de l'Armée Rifaine.

## Les Pachas rifains de Tanger et l'Armée Rifaine

### Le Pacha Ali ben Abdallah Er-Riffi
Ali n-Abdallah Ar-Rifi, commandant de l'Armée Rifaine, fut le premier Pacha rifain de Tanger à la suite de la prise de la ville en février 1684. Il fut nommé à ce poste par le Sultan Moulay Ismaïl. Le territoire qu'il contrôlait ne se limitait pas à la ville de Tanger mais incluait le Pays Jbala et le Rif.
Ali n-Abdallah fut le premier d'une longue liste de Pachas rifains qui gouvernèrent la ville de Tanger. Il fit reconstruire la ville après l'évacuation des troupes anglaises. Parmi les monuments qu'il fit construire, on peut noter le fameux Palais de la Kasbah. Le Pacha Ali n-Abdallah été connu pour sa grande dureté durant son règne.
Ali n-Abdallah resta Pacha de Tanger jusqu'à sa mort en 1713. Il fut remplacé par son fils Ahmed n-Ali, pacha de 1713 à 1743. Le Pacha Ahmed n-Ali fut un grand bâtisseur comme son père. Il fit construire des palais et des mosquées à Tanger, Tétouan et Chefchaouen.

### Le Pacha Ahmed n-Ali et sa lutte contre le Sultan Moulay Abdallah
Durant son règne, le Pacha Ahmed n-Ali combattit Amar Al-Ouaqqach, gouverneur de la ville de Tétouan, qui s'était rebellé contre lui. Lors d'une première bataille, le Pacha Ahmed et ses troupes rifaines furent battus par Al-Ouaqqach. Par la suite, le Pacha Ahmed réussit à prendre Tétouan où il fit tuer environ 800 rebelles.
Durant la grande instabilité politique qui suivit la mort du Sultan Moulay Ismaïl, le Pacha Ahmed n-Ali s'opposa au Sultan Moulay Abdallah et s'allia à un autre prétendant alaouite au trône, Moulay al Mostadi.
En février 1743, l'Armée Rifaine, conduite par le Pacha Ahmed n-Ali, affronta l'armée du Sultan Moulay Abdallah lors d'une importante bataille sur l'Oued Sebou dans le Gharb. L'Armée Rifaine fut vaincu par l'armée du Sultan, et du se retirer après avoir perdu environ 900 combattants,.
En juillet 1743, une nouvelle bataille, opposa l'Armée Rifaine à celle du Sultan près de Ksar El Kébir et ce fut une nouvelle défaite pour les Rifains. Au cours de la bataille, le Pacha Ahmed n-Ali fut tué. Sa tête fut tranchée et exposée près de la porte Bab Mahrouk de Fès, lieu où les dépouilles des rebelles étaient traditionnellement exposées par les sultans. Plus tard, une importante délégation rifaine venu de la ville de Tanger pour se réconcilier avec le Sultan et incluant la veuve et les deux enfants du défunt Pacha Ahmed n-Ali fut massacrée par le Sultan, causant une grande controverse dans le royaume,.

### Les Pachas rifains de Tanger et le Sultan Mohammed III
Le Pacha Ahmed n-Ali fut remplacé par son frère Abdelkrim n-Ali. Lors d'un combat contre le prétendant Moulay Al Mostadi en 1748, le Pacha Abdelkrim fut capturé et aveuglé par Al Mostadi,. Plus tard Al Mostadi lui-même fut capturé par les Rifains.
Le Pacha Abdelkrim n-Ali fut remplacé par son neveu Abdsadaq n-Ahmed, fils d'Ahmed n-Ali,. Abdsadaq fut Pacha de Tanger de 1748 à 1766 durant une période relativement stable. Par la suite, tous les Pachas de Tanger furent issus de sa descendance, les Tarwa n-Abdsadaq ("Les fils d'Abdsadaq" en tamazight) qui sont aussi appelés Ouled Abdsadaq en arabe.
Sous le règne du Sultan alaouite Mohammed III, les relations entre la dynastie alaouite et l'Armée Rifaine connurent une relative amélioration. En 1759, Mohammed III entreprit un voyage dans le Nord du Maroc, visitant les villes de Tétouan et Tanger, où il rencontra le Pacha ainsi que les notables rifains de la ville, à qui il offrit de nombreux cadeaux. Il inspecta aussi la ligne de front autour de la ville de Ceuta. Le Sultan visita également la ville de Larache où il rencontra les Rifains qui peuplaient la ville.

### Organisation de l'Armée rifaine sous le Pacha Abdsadaq n-Ahmed
Le Pacha Abdsadaq renforça l'Armée Rifaine dont l'effectif fut augmenté pour atteindre 3600 hommes dont 2400 fantassins et cavaliers, 500 artilleurs et 700 marins,. L'infanterie et la cavalerie étaient divisés en unités de 100 hommes (Miya) commandées par des Caïd Miya ("Caïd de 100" en arabe). Plusieurs Miya (nombre non spécifié) formaient un Raha sous la conduite d'un Caïd Raha. 3 Miya formaient la garde personnelle du Pacha, les Mokhazniya. L'artillerie était dirigée par un Caïd At-tubjiya et les marins étaient commandés par un Raïs Al-bhar. Les soldats gagnaient 1 mithqal (5 francs) par mois sous Mohammed III qui leur accorda une avance à la suite des protestations,. La plupart des soldats étaient aussi des fermiers ou des pécheurs.
Le Pacha Abdsadaq fut remplacé par son fils Hmid n-Abdsadaq. Selon An-Naciri, le Sultan Mohammed III fit emprisonner Abdsadaq et une grande partie de sa famille.
Pour limiter la puissance de l'Armée Rifaine dont il se méfiait, le Sultan Mohammed III fit installer à Tanger une garnison de Abid al-Bukhari, qui devait contrebalancer l'influence des Rifains sur la ville. Les relations entre Rifains et Abid al-Bukhari furent souvent conflictuelles à Tanger.
L'Armée Rifaine participa au siège de Melilla (1774-1775) en compagnie des autres corps de l'armée marocaine. Le siège fut levé devant l'impossibilité pour les troupes de Mohammed III de prendre la ville.

### Déclin de l'Armée rifaine et du pouvoir des Pachas rifains au XIXe siècle.
Au début du XIXe siècle, le Pacha Hmid était le gouverneur de tout le Nord du Maroc. Mais les relations entre les Rifains et le pouvoir alaouite se dégradèrent de nouveau sous le règne du Sultan alaouite Moulay Slimane. De nombreuses révoltes éclatèrent dans le Rif en 1802, 1810 et 1813. De moins en moins de Rifains étaient prêts à s'engager dans l'Armée Rifaine. En 1830, le Pacha Hmid fut remplacé par Si Bou Silham Azdoud, en tant que gouverneur de tout le Nord du Maroc.
L'Armée rifaine participa à la guerre hispano-marocaine (1859-1860). Malgré la victoire espagnole, les Rifains se battirent si bien que le ministre marocain Mohammed El-Khatib proposa au Sultan Mohammed IV de réorganiser l'Armée Rifaine, de lui fournir un meilleur armement et d'exempter le Rif d'impôts pendant dix ans. Mais le Sultan, craignant la puissance de l'Armée Rifaine, refusa.
En 1875, Hassan Ier nomma Abdsadaq (fils du Pacha Hmid) comme Pacha de Tanger. Abdsadaq avait jusque-là résidé à Jnada, chez les Aït Itteft, où il gouvernait le Rif. Durant le règne de Hassan Ier, les Pachas rifains de Tanger ne contrôlaient plus que la ville de Tanger et le Pays Jbala. Le Rif, quant à lui, s'émancipa progressivement du contrôle du gouvernement central, passant sous la coupe des Imgharen, les chefs de clans rifains. En 1891, Abdsadaq fut remplacé pour son incompétence par son fils Hajj Muhammad.
En 1902, un autre fils de Abdsadaq, Hajj Abdeslam, devint le nouveau Pacha rifain de Tanger. Sous son règne, le Pays Jbala échappa au contrôle des Pachas rifains de Tanger. Des chefs de guerre jeblis, comme Raïsouni, réussirent à imposer leur pouvoir aux Pachas. Raïsouni devint le gouverneur de facto de la ville de Tanger tandis que les Pachas rifains gardèrent un rôle symbolique. L'Armée Rifaine, socle du pouvoir des Pachas Rifains s'était désintégrée à la fin du XIXe siècle. Ses membres étaient devenus de paisibles pécheurs et fermiers dans la région du Fahs. En 1902, l'effectif de l'Armée Rifaine ne dépassait pas 200 hommes.
Elle continua d'exister officiellement jusqu'en 1912, année de l'instauration du Protectorat Franco-Espagnol sur le Maroc. Le dernier Pacha rifain de Tanger fut remplacé durant la période coloniale par un gouverneur originaire d'une famille fassie, Si Ahmad Tazi. Malgré sa disparition l'Armée Rifaine et les Pachas rifains de Tanger avaient laissé une grande empreinte sur Tanger et sa région ainsi que sur l'histoire du Maroc.

## L'Armée rifaine et le Fahs
La ville de Tanger et la région du Fahs gardèrent longtemps un caractère rifain et une grande partie des habitants de la ville et du Fahs descendent des soldats de l'Armée Rifaine et de leurs familles qui s'y installèrent en masse à la suite de la prise de la ville en 1684.
Ainsi, Michaux-Bellaire estimait, en 1921, que 85 % des habitants de Tanger et des Fahs étaient d’origine rifaine tandis que le reste des habitants était d’origine Jbala ou Arabe. Parmi les villages fahsis peuplés par des Rifains, on peut citer les Dchars Bni Ouriaghel, Geznaya, Bni Touzine (aujourd'hui des quartiers de Tanger), Rifiyine et Fahriyine.
Comme l’ont noté le sociologue Salmon et l'anthropologue David M. Hart, les habitants du Fahs étaient encore conscients durant la première moitié du XXe siècle de leurs origines rifaines. En 1904, la plupart des Fahsis d’origine rifaine parlaient encore la langue rifaine le tamazight, même si l’arabe commençait à se répandre.
Mais au fil du temps, en raison de l’arabisation linguistique, ce souvenir se dissipa si bien qu'à Tanger, dans les années 1950, on distinguait entre les « Vieux Rifains » les descendants de l’Armée Rifaine, totalement arabisés, et les « Nouveaux Rifains » les Rifains qui s’étaient installés dans la ville plus récemment (réfugiés de la guerre du Rif de 1921-1927 ou réfugiés de la famine de 1945).
Hart note que seuls les « Nouveaux Rifains » de Tanger parlaient la langue rifaine dans les années 1950. En 1956, Hart estimait que 70 % des environ 100 000 tangérois étaient rifains ou d’origine rifaine.